# SriLankan Airlines
A SriLankan Airlines (em cingalês:  ශ්‍රී ලංකන් ගුවන් සේවය; em tâmil:  இலங்கை விமானச்சேவை) é uma companhia aérea do Sri Lanka. Sua sede fica em Katunayake. A companhia opera voos para Ásia, Europa e Oriente Médio.

## Frota

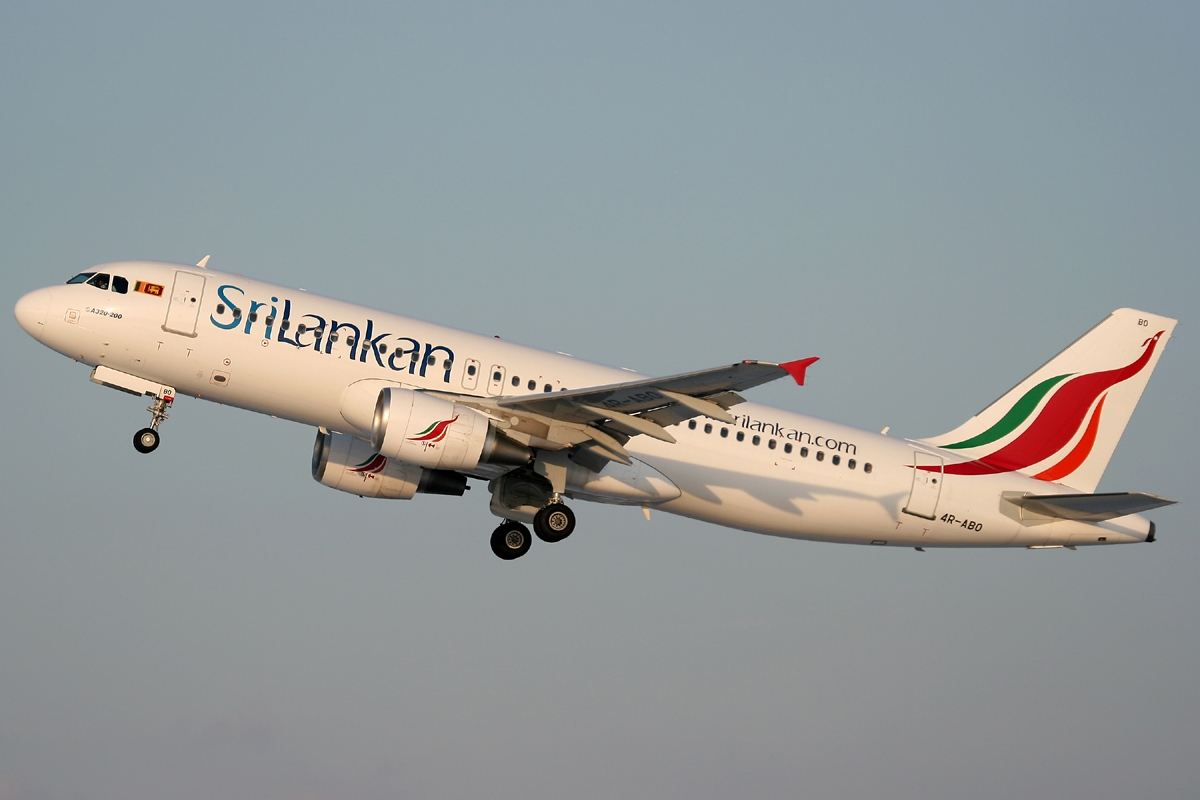
Airbus A320 da SriLanan Airlines.

Em Março de 2025 a frota era composta por:
| Aeronaves       | Em operação | Pedidos | Passageiros | Passageiros | Passageiros | Notas |
| Aeronaves       | Em operação | Pedidos | B           | E           | Total       | Notas |
| --------------- | ----------- | ------- | ----------- | ----------- | ----------- | ----- |
| Airbus A320-200 | 7           | —       | 12          | 138         | 150         |       |
| Airbus A320-200 | 7           | —       | 20          | 120         | 140         |       |
| Airbus A320neo  | 2           |         | TBA         | TBA         | TBA         |       |
| Airbus A321neo  | 4           | 0       | TBA         | TBA         | TBA         |       |
| Airbus A330-200 | 2           | —       | 18          | 251         | 269         |       |
| Airbus A330-200 | 2           | —       | 12          | 275         | 287         |       |
| Airbus A330-200 | 2           | —       | 18          | 236         | 254         |       |
| Airbus A330-200 | 2           | —       | 18          | 256         | 274         |       |
| Airbus A330-200 | 2           | —       | 18          | 252         | 270         |       |
| Airbus A330-300 | 7           | —       | 28          | 269         | 297         |       |
| Total           | 22          | 0       |             |             |             |       |